# Djaoui Cissé
Djaoui Cissé (* 31. Januar 2004 in Juvisy-sur-Orge) ist ein französisch-malischer Fußballspieler, der aktuell bei Stade Rennes in der Ligue 1 unter Vertrag steht.

## Karriere

### Verein
Cissé begann seine fußballerische Ausbildung bei US Grigny, einem Pariser Vorortklub, wo er von 2011 bis 2015 spielte. Anschließend wechselte er in die Jugend des Brétigny Foot CS. Im Sommer 2019 wechselte er in die Jugend von Stade Rennes, von wo er 2021 in die zweite Mannschaft aufrückte.
Am 2. Februar 2024 unterzeichnete Cissé bei Stade Rennes seinen ersten Profivertrag mit einer Laufzeit bis 2027. Im selben Monat gab beim 3:1 gegen Clermont Foot sein Debüt in der Ligue 1, als er in der Nachspielzeit für Amine Gouiri eingewechselt wurde.

### Nationalmannschaft
Anlässlich der U-21-Europameisterschaft 2025 in der Slowakei wurde Cissé von Trainer Gérald Baticle in das französische Aufgebot berufen.